# Jun’ya Itō (Fußballspieler, 1998)
Jun’ya Itō (japanisch 伊藤 純也 Itō Jun’ya; * 12. April 1998 in der Präfektur Tokio) ist ein japanischer Fußballspieler.

## Karriere
Itō erlernte das Fußballspielen in der Jugendmannschaft vom FC Tokyo. Die U23-Mannschaft des Vereins spielte in der dritten Liga, der J3 League. Bereits als Jugendspieler absolvierte er für die FC Tokyo Reserve vier Drittligaspiele.
Im Februar 2021 wechselte er zu Briobecca Urayasu in die fünfte japanische Liga.